# The Take
The Take és un documental de 2004 realitzat per Naomi Klein i dirigit per Avi Lewis, coproduït entre Canadà i l'Argentina. Conta la història dels treballadors de l'Argentina que reclamen el control de les plantes industrials tancades on una vegada van treballar, per a convertir-les en cooperatives de treballadors. Les seues frases de presentació són "Acomiada al cap" i "Ocupar, resistir, produir".
La pel·lícula és una sort de manifest econòmic per al segle xxi, on s'acosta a l'espectador a la vida de gent comuna que reclama treball, dignitat i democràcia integral. També intenta mostrar l'obsolet i contraproduent dels sistemes polítics representatius i la necessitat de la democràcia participativa tant en la vida comunitària com en el lloc de treball.

## Resum
Durant la crisi argentina (l'argentinazo) un grup d'aturats d'una planta de fabricació de peces d'actuacions entren a la fàbrica inactiva i decideixen posar-la a produir pel seu propi compte, aquest fet en un raval de Buenos Aires posa en discussió la política de la globalització. La planta es va tancar per consegüent, segons argumenta el documental, de les polítiques econòmiques del govern de Carlos Menem sota la rectoria del Fons Monetari Internacional.
Mentre que protegida per la declaració de fallida la companyia comença a vendre propietat i inventari per a pagar els creditors - un fet que en el futur va reduir en gran parteix el potencial de tornar a la producció. En un esforç d'establir el seu propi control, els treballadors van ocupar la fàbrica i van començar una llarga batalla per a guanyar el dret de fer-la funcionar ells mateixos, com cooperativa.
Aquest moviment col·lectiu ha guanyat força en l'Argentina, començant amb una fàbrica de roba diversos anys abans. Els treballadors de fàbrica vadearen a través de la cort i del sistema legislatiu amb ajuda de l'experiència d'aquests altres grups que anteriorment havien lluitat la mateixa batalla, i en última instància assegurat el seu dret de fer funcionar la planta.

## Crítiques
La principal crítica consisteix a afirmar que el film no diferencia entre l'accionar delictiu -el qual és enaltit- amb els drets republicans i democràtics. Moltes empreses recuperades rebutjaren la pel·lícula perquè per a elles no mostra la realitat del procés, per a ells emmarcat més per la línia del cooperativisme, el mercat social i la no-violència, sinó que pretendria identificar esbiaixadament a totes les empreses amb un sector marginal d'extrema esquerra, violent i pro nacionalització.